# Клемпе-Гурне
Клемпе-Гурне (пол. Klępie Górne) — село в Польщі, у гміні Стопниця Буського повіту Свентокшиського воєводства.
Населення — 295 осіб (2011).
У 1975-1998 роках село належало до Келецького воєводства.

## Демографія
Демографічна структура на день 31 березня 2011 року:
|          | Загалом | Допрацездатний вік | Працездатний вік | Постпрацездатний вік |
| -------- | ------- | ------------------ | ---------------- | -------------------- |
| Чоловіки | 134     | 20                 | 95               | 19                   |
| Жінки    | 161     | 27                 | 90               | 44                   |
| Разом    | 295     | 47                 | 185              | 63                   |